# Aleiodes kasparyani
Aleiodes kasparyani är en stekelart som beskrevs av Sergey A. Belokobylskij 2000. Aleiodes kasparyani ingår i släktet Aleiodes och familjen bracksteklar. Inga underarter finns listade i Catalogue of Life.